# Björn Glasner
Björn Glasner (* 5. Mai 1973 in Bad Neuenahr-Ahrweiler) ist ein ehemaliger deutscher Radrennfahrer.

## Sportliche Laufbahn
Seinen ersten Vertrag bei einem internationalen Radsportteam erhielt Glasner 1996 bei der Mannschaft Die Continentale Dortmund.
1996 schloss sich Glasner zum ersten Mal einem internationalen Radsportteam, der Mannschaft Die Continentale Dortmund, an. 2004 feierte er seinen größten Erfolg mit dem Sieg der Rheinland-Pfalz-Rundfahrt. Daraufhin wurde er zum Sportler des Jahres in Rheinland-Pfalz gewählt. 2004 gewann er auch das Rennen Rund um Köln-Longerich (später Cologne Classic).
Im Frühsommer 2010 beendete Glasner seine internationale Laufbahn mit der Teilnahme an den Deutschen Straßenmeisterschaften. Sein Abschiedsrennen, welches am 19. September 2010 in seiner Geburtsstadt Bad Neuenahr-Ahrweiler stattfand, wurde von ihm gewonnen.

## Berufliches
Nach dem Ende seiner Radsportlaufbahn eröffnete Glasner in seiner Heimatstadt einen Versandhandel für Fahrradteile. Zudem engagiert er sich im RSV Sturmvogel Bad Neuenahr-Ahrweiler, unterstützt das Team Lotto–Kern Haus und betreibt als Hobby Triathlon.

## Teams
- 1996–1997 Die Continentale Dortmund
- 1998–1998 Team Gerolsteiner
- 1999 Die Continentale Dortmund
- 2000–2002 Team Cologne
- 2003–2006 Team Lamonta
- 2007 Regiostrom-Senges
- 2008–2010 Kuota-Senges / Kuota-Indeland

## Erfolge
2008
- Köln–Schuld–Frechen
- zwei Etappen Tour of Thailand

2007
- Gesamtwertung und zwei Etappen Tour of East Java
- eine Etappe Rheinland-Pfalz-Rundfahrt

2004
- Gesamtwertung Rheinland-Pfalz-Rundfahrt

2001
- Köln–Schuld–Frechen

2000
- eine Etappe Bayern-Rundfahrt

## Ehrungen
- Sportler des Jahres Rheinland-Pfalz 2004